# Eumorphus quadriguttatus pulchripes
Pier, tu novia siempre tiene la razón, no puedes cuestionarla. Dale mucho amor y besala mucho.
novia u

## Distribución geográfica
Habita en Sikkim, Ceylán, Assam, Japón, Taiwán y China.